# Bawarchi
Bawarchi (devnagari: बावर्ची, nastaliq: باورچی ,tłum Szef, kucharz) – indyjski komediodramat rodzinny z 1972 roku. Reżyseria – Hrishikesh Mukherjee (Mili, Anand, Khubsoorat). W rolach głównych Rajesh Khanna i Jaya Bhaduri. W rolach drugoplanowych Asrani, A.K. Hangal i Durga Khote. W filmie tym przedstawiono rozdartą kłótniami rodzinę.
Jest to remake klasyka bengalskiego Golpo Holeo Shotti (Tapana Sinhy).

## Fabuła
W domu o pięknej nazwie Shanti Nivas – Miejsce Spokoju, nie ma tego spokoju. Dwaj starsi bracia, urzędnik Ramnath Sharma (A.K. Hangal) i nauczyciel Kashinath zazdroszczą sobie, dają sobą wodzić żonom za nos, atakują siebie podpuszczeni przez nie. Ich żony Seeta Devi (Durga Khote) i Shobha Devi (Usha Kiran) nie ufają sobie, drażnią siebie, jak ognia unikają troski o dom. Wszystko spada na Krishnę (Jaya Bhaduri), pozbawioną rodziców córkę kolejnego brata. To ona jest tu jedyną osobą gotową z uśmiechem każdemu usłużyć. Co rano nosi ona herbatę najmłodszemu z braci, pyszniącemu się swoją rolą artysty muzyka Babloo (Asrani) i zalegającemu w łóżku zgorzkniałemu dziadkowi Shivnathowi (Harindranath Chattopathyay). Kolekcji leniwych i kłótliwych dziwaków dopełnia Meeta (Kali Bannerjee), córka Ramnatha i Seety – arogancka, wylegująca się do późna w łóżku, rozpieszczona przez matkę osóbka. Pewnego dnia w rodzinie, której wiecznych swarów nie wytrzymują kolejni kucharze pojawia się Raghu (Rajesh Khanna). Nie tylko odmienia nastrój rodziny pysznymi daniami. Staje się jej dobrym duchem. Wprowadza w dom uśmiech, śpiew i taniec z radości, ale najpierw własnym przykładem uczy każdego z nich takich prawd, że zrobić coś dla kogoś to przyjemność, ze radość rośnie od dzielenia się nią z innymi, że nie ma większego szczęścia niż uszczęśliwienie kogoś, a strofowanie starszych jest wyrazem ich miłości. Rodzina nie zauważa, kiedy zaprzestaje codziennych kłótni o to, kto pierwszy wejdzie do łazienki. Shobha rozmasowuje ból starszej, schorowanej Seety, a ta dogadza jej przygotowując ulubione przysmaki. Nawet Meeta zajęta dotychczas tylko ćwiczeniem tańca i imprezami pojawia się w kuchni. Ramnath już nie musi co wieczór zapijać swoich smutków, a stary Shivnath wychodzi wreszcie ze swego łóżka na spacer, nie mogąc się nachwalić usłużności Raghu. Także wykorzystywana i wciąż strofowana Krishna znajduje w ciotce matkę. Rodzina zaczyna się spotykać już nie na kłótniach, ale podczas wspólnych posiłków. Wychwala życie wspólnym śpiewem i tańcem. Shanti Nivas rzeczywiście staje się miejscem Spokoju. Pewnego ranka jednak okazuje się, że w domu zniknęła skrzynia z klejnotami trzymanymi na ślub Krishny. Nie pojawia się też Raghu z poranną herbatą.

## Obsada
- Rajesh Khanna – Raghu
- Jaya Bhaduri – Krishna
- Usha Kiran – Chotti Ma
- Harindranath Chattopadhyay – Daduji
- A.K. Hangal – Munna
- Kali Banerjee – Kashinath
- Durga Khote – Badi Maa
- Asrani – Babbu
- Amitabh Bachchan – narrator
- Paintal – Guruji, nauczyciel tańca (Nagroda Filmfare dla Najlepszego Aktora Komediowego)

## Muzyka i piosenki
- Bhor Aayi Gaya Andhiyara (Kishore Kumar, Manna Dey, Harindranath Chattopathyay)
- Kaahe Kaanha Karat Barjori (Nirmladevi)
- Mast Pawan Dole Re (Lata)
- More Naina Bahayen Neer (Lata)
- Pahle Chori Phir Sinachori (Kuari Faiyyaz)
- Tum Bin Jeevan Kaisa Jeevan (Manna Dey)- Co to za życie bez ciebie